# Astragalus dillinghamii
Astragalus dillinghamii es una especie de planta del género Astragalus, de la familia de las leguminosas, orden Fabales.

## Distribución
Astragalus dillinghamii se distribuye por Perú.

## Taxonomía
Fue descrita científicamente por J.F.Macbr. Fue publicada en Publ. Field Mus. Nat. Hist., Bot. 8: 98 (1930).